# Lotus 43
Lotus 43 je Lotusov dirkalnik Formule 1, ki je bil v uporabi med sezonama 1966 in 1967. Zasnoval ga je Colin Chapman, delno je temeljil na dirkalniku Lotus 38 Indycar, ker je bila dovoljena prostornina motorja v Formuli 1 povišana na 3,0L, za boljši prenos večje moči motorja pa so bile uporabljene tudi širše pnevmatike. Zato je bilo očitno, da mora biti dirkalnik bolj robusten od predhodnikov. 
Chapman se je dogovoril z BRM-om za njihov nov motor H 16 in tudi za nove pnevmatike. Motor je bil na papirju tehnično napreden in močan, zato je Chapman upal na dobro sezono.  Toda odvijalo se je popolnoma drugače. Začelo se je že, ko so pripeljali v tovarno prvega od motorjev, ki so ga morali dvigniti kar štirje mehaniki. Izkazal se je za pretežkega, nezanesljivega in ni dosegal obljubljene moči. Jim Clark ni v prvem delu sezone 1966 niti enkrat dosegel do dirke za Veliko nagrado ZDA, kjer je zmagal, kar je bila edina zmaga za motor H 16. Na prvi dirki sezone 1967 za Veliko nagrado Južne Afrike je Lotus 43 zadnjič dirkal, Clark pa je ponovno odstopil. Šasija 43 je bila dobra, toda brez solidnega motorja ni mogla prikazati svojega polnega potenciala. Chapman je lahko le objokoval sovjo odločitev, kajti za sezono 1966 ponujeni so mu bili tudi motorji Repco, ki so nato osvojili naslov prvaka z Brabhamom. Nekateri elementi Lotusa 43 so bili uporabljeni tudi v uspešnejšem dirkalniku Lotus 49, ki ga je v sezoni 1967 nadomestil.